# Vicariato apostólico de Trinidad
El vicariato apostólico de Trinidad (en latín: Vicariatus Apostolicus Trinitensis) es una circunscripción eclesiástica de la Iglesia católica en Colombia. Se trata de un vicariato apostólico latino, inmediatamente sujeto a la Santa Sede (agregado a la provincia eclesiástica de Tunja). Desde el 23 de octubre de 2000 su vicario apostólico es el obispo Héctor Javier Pizarro Acevedo, de la Orden de Agustinos Recoletos.

## Territorio y organización
El vicariato apostólico tiene 27 075 km² y extiende su jurisdicción sobre los fieles católicos de rito latino residentes en parte del departamento de Casanare, comprendiendo los municipios de: Trinidad, San Luis de Palenque, Orocué y Maní, las zonas orientales de Hato Corozal, Paz de Ariporo y la zona sur del municipio de Tauramena.
Su territorio limita al norte con la diócesis de Arauca, al este con el vicariato apostólico de Puerto Carreño, al sur con el vicariato apostólico de Puerto Gaitán y la arquidiócesis de Villavicencio, y al oeste con la diócesis de Yopal.
La sede del vicariato apostólico se encuentra en la ciudad de Trinidad, en donde se halla la Catedral San Ezequiel Moreno, aún en construcción.
En 2022 en el vicariato apostólico existían 6 parroquias.

## Historia
El vicariato apostólico fue erigido el 29 de octubre de 1999, tras la división del vicariato apostólico de Casanare (erigido el 17 de junio de 1893), que fue simultáneamente abolido. La diócesis de Yopal también se originó a partir de la división del vicariato apostólico de Casanare. El vicariato apostólico está agregado a la provincia eclesiástica de Tunja.
En ese mismo momento se encomienda la misión a los Agustinos Recoletos y se nombra como primer vicario apostólico al padre Ezequiel Moreno (hoy Santo).

## Estadísticas
Según el Anuario Pontificio 2023 el vicariato apostólico tenía a fines de 2022 un total de 45 000 fieles bautizados.
| Año                                                                             | Población            | Población | Población      | Sacerdotes | Sacerdotes    | Sacerdotes    | Bautizados por sacerdote | Diáconos permanentes | Religiosos | Religiosos | Parroquias |
| Año                                                                             | Bautizados católicos | Total     | % de católicos | Total      | Clero secular | Clero regular | Bautizados por sacerdote | Diáconos permanentes | Varones    | Mujeres    | Parroquias |
| ------------------------------------------------------------------------------- | -------------------- | --------- | -------------- | ---------- | ------------- | ------------- | ------------------------ | -------------------- | ---------- | ---------- | ---------- |
| 1999                                                                            | 50 000               | 70 000    | 71.4           | 39         | 27            | 12            | 1282                     | 2                    | 15         | 60         | 5          |
| 2000                                                                            | 61 450               | 67 692    | 90.8           | 26         | 18            | 8             | 2363                     |                      | 12         | 15         | 5          |
| 2001                                                                            | 61 450               | 67 692    | 90.8           | 27         | 19            | 8             | 2275                     |                      | 12         | 15         | 5          |
| 2002                                                                            | 66 500               | 70 000    | 95.0           | 26         | 19            | 7             | 2557                     |                      | 12         | 18         | 5          |
| 2003                                                                            | 66 500               | 70 000    | 95.0           | 26         | 19            | 7             | 2557                     |                      | 16         | 14         | 5          |
| 2004                                                                            | 63 000               | 66 500    | 94.7           | 26         | 19            | 7             | 2423                     |                      | 16         | 18         | 5          |
| 2010                                                                            | 37 757               | 42 294    | 89.3           | 42         | 31            | 11            | 898                      |                      | 15         | 11         | 5          |
| 2014                                                                            | 39 822               | 45 590    | 87.3           | 15         | 7             | 8             | 2654                     |                      | 11         | 8          | 6          |
| 2017                                                                            | 41 390               | 47 030    | 88.0           | 13         | 6             | 7             | 3183                     |                      | 8          | 8          | 6          |
| 2020                                                                            | 42 000               | 49 130    | 85.5           | 15         | 7             | 8             | 2800                     |                      | 9          | 6          | 8          |
| 2022                                                                            | 45 000               | 53 571    | 84.0           | 12         | 4             | 8             | 3750                     |                      | 10         | 6          | 6          |
| Fuente: Catholic-Hierarchy, que a su vez toma los datos del Anuario Pontificio. |                      |           |                |            |               |               |                          |                      |            |            |            |

## Episcopologio
- Olavio López Duque, O.A.R. † (29 de octubre de 1999-23 de octubre de 2000 cesado) (administrador apostólico)

- Héctor Javier Pizarro Acevedo, O.A.R., desde el 23 de octubre de 2000